# Enmansvalkrets
Enmansvalkretsar är valkretsar från vilka endast en kandidat väljs. Valsystemet förekommer i olika varianter såsom med enkel majoritet (first past the post, FPTP), absolut majoritet (alternativröst, "förstahandsval") och med absolut majoritet (med en andra omröstning vid behov). Oberoende av variant kommer valkretsen att representeras endast av vinnaren.
Valen kan ske i en röstningsomgång eller i flera röstningsomgångar, med enkel överförbar röst, med bordametoden och med krav på absolut majoritet eller relativ majoritet. Exempel på länder med majoritetsval i enmansvalkretsar är Frankrike, Storbritannien, USA, Kanada och Australien (till representanthuset; senaten använder ett proportionellt valsystem). Svenska riksdagen valdes ursprungligen i enmansvalkretsar tills regeringen Lindman I införde proportionella val till båda kamrarna 1909 ("dubbelproportionalismen").

## Systemet
Grundtanken i ett system med majoritetsval i enmansvalkretsar är att den person som får flest röster i sin valkrets vinner hela valkretsens mandat. Denna person tillhör vanligen ett parti, men det förekommer ibland att oberoende kandidater blir valda i vissa valkretsar; för närvarande (2017) finns i USA två oberoende kongressledamöter (Bernie Sanders och Angus King). Detta till skillnad från länder med proportionellt valsystem, där det oftast är omöjligt att bli invald som oberoende. Man kan dela upp systemet med enmansvalkretsar i två grenar (se nedan), i vilka man antingen låter den med flest röster direkt erhålla parlamentsplatsen (engelska: First-pass-the-post) eller gradvis minskar kandidaterna efter röstetal (antingen genom ett nytt val eller genom preferensröstning) i vilket man till sist skickar den kandidat som erhåller en absolut majoritet av rösterna i valkretsen. 
Valsystemet med majoritetsval i enmansvalkretsar får ofta som följd att starka majoriteter bildas i det valda parlamentet (och därmed starka regeringsunderlag i de länder som har parlamentarism). Detta följer naturligt av det faktum att det i demokratier ofta finns två dominerande politiska krafter (höger-vänster)[källa behövs] och deras respektive främsta företrädare ofta har en sammanslagen väljarskara på mellan 50 % och 80 %. Då man i enmansvalkretsar endast får skicka en kandidat, den som företräder valkretsens största parti, får detta till följd att mindre och medelstora partier får skicka förhållandevis få ledamöter, då dessa ständigt konkurreras ut av antingen den dominerande höger respektive vänsterkandidaten. Mindre partier kan ibland lyckas relativt bra om de väljer att fokusera på vissa valkretsar där de är förhållandevis starka, men ofta är små eller medelstora partier tämligen marginaliserade. Ett system med majoritetsval tenderar dock att gynna starka regionala partier. I Storbritannien har till exempel nationalistpartier från Skottland, Wales och Nordirland alltid några platser i parlamentet. Sammanlagt brukar det finnas omkring elva partier i House of Commons, även om ett parti (Conservatives eller Labour) som regel har majoritet.
Systemet med enmansvalkretsar gör att folket i många fall får en närmare relation till rikspolitikerna, då dessa företräder en bestämd och relativt begränsad valkrets. Detta gör att många väljare vet vem deras ledamot är och vad denne står för, då detta har stor betydelse i valrörelsen. Detta gör även att ledamöter kan ges större frihet att driva sina egna frågor, då partierna ofta inte är så hårt sammanfogade som i länder med proportionella val. I Storbritannien är det brukligt att varje valkrets ledamot några gånger om året håller hov i den lokala valkretsen (MP Session) där denne förklara sin drivna politik i parlamentet men även ges möjlighet att prata med och ta emot förslag från sina väljare. 
Motsatsen till majoritetsval i enmansvalkretsar är proportionella val, vanligen i flermansvalkretsar (i Nederländerna är dock hela landet en enda valkrets vid de proportionella valen till andra kammaren). I länder med ett proportionellt valsystem erhåller de olika politiska partierna i varje valkrets mandat i förhållande till antalet erhållna röster. I en del länder, t.ex. Sverige, används utjämningsmandat, som tilldelas partier som nästan fått in (ytterligare) en kandidat i flera valkretsar. Utan utjämningsmandat riskerar mindre partier med sitt understöd relativt jämnt spritt över landet att få mycket färre mandat än röstandelen skulle förutsätta.
I ett system där partierna får mandat ungefär i förhållande till sin andel av rösterna är det vanligt att valets "vinnare" får bara en knapp majoritet eller inte alls får egen majoritet. Detta följer av valmatematiken, men också av att små och medelstora partier inte missgynnas i samma grad och därför är vanligare. Därmed uppstår minoritetsregeringar eller koalitionsregeringar.
Enmansvalkretssystemet har, liksom proportionella val där man röstar på enskilda kandidater, påstådda fördelen att de valda tvingas ansvara för sin valkrets som individer och alltid riskerar röstas ut, medan partilistor innebär ett kollektivt ansvar för väljarkåren, och där utröstade parlamentsledamöter inte nödvändigtvis speglar det missnöje som kan finnas mot högre uppsatta på samma lista (som därmed i praktiken garanteras omval, så länge partiet behåller en bråkdel av sitt röstetal).
Med enmansvalkretssystemet så kan partier får fler röster i hela landet men färre mandat än ett konkurrerande parti eftersom man endast går efter vilket parti/kandidat som vann i valkretserna. Det förekommer att de som har makten ritar om valkretsarna  så de vinner i många valkretsar knappt och får många mandat medan konkurrerande partierna vinner stort i få valkretsar men förlorar knappt i de flesta andra valkretsarna och får därmed få mandat, det kallas gerrymandering. I exempelvis Kalifornien i USA är det en oberoende kommitté som ritar valkretsarna men i de flesta delstater i USA är det de som har makten i delstaterna som bestämmer hur valkretsarna ska se ut. 
Med ett proportionella val har gerrymandering en liten eller ingen effekt alls.
Med enmansvalkretssystemet går mandaten endast till vinnarna i varje valkrets och inte efter procentuellt antal röster och därför förekommer det att väljare taktikröstar på kandidater som har större chans att vinna i valkretsen.
I valkretsar där resultatet vem som kommer vinna mandatet vara givet kan därför valdeltagandet och antal röster i hela landet och valkretsen påverkas eftersom det förekommer väljare som inte tycker det har någon större betydelse att gå och rösta på motståndarna eller på vinnaren

Valdeltagandet i valkretsarna varierar men valkretsindelningen exempelvis i USA baseras endast på antal väljare och därför kan det krävs olika antal röster för att vinna mandaten.

## Historia
Systemet med enmansvalkretsar har en gammal historia och är i många avseenden en mycket enkel och lättbegriplig form av demokrati. Den har tillämpats i Storbritannien ända sedan House of Commons införande (även om moderna röstsedlar och hemliga val infördes först på 1800-talet) och bygger på tanken att den person med störst stöd i en valkrets också är den som äger rätt att företräda valkretsen. Systemet med enmansvalkretsar gör att valkretsindelningen är särskilt viktig, då varje krets bara får sända en ledamot. Detta föranledde stora problem under 1700- och 1800-talet i Storbritannien, då den dåvarande valkretsindelningen var otidsenlig. Till exempel hade den industrialiserade valkretsen Yorkshire före Reform Act 1832 över 50 000 röstberättigade som tillsammans valde en parlamentsledamot, mot valkretsarna Gatton och Old Sarum (så kallade rotten boroughs), med sju väljare och två parlamentsledamöter var, vilket avspeglade valkretsarnas indelning på 1200-talet. Idag utförs valkretsindelningen med mycket stor noggrannhet; i USA ändras gränserna vart tionde år efter en folkräkning (census), i vilket rösterna till elektorskollegiet omfördelas mellan delstaterna. I Storbritannien kan befolkningshalterna variera, men ingen valkrets har dubbelt så många väljare som en annan. 
Under tidigt 1900-tal ville Socialdemokraterna och Liberalerna införa systemet med enmansvalkretsar även i Sverige men detta avvisades av Högern, vilka i och med revolutionsoroligheterna i slutet av 1910-talet istället gick med på en allmän rösträtt genom proportionella val, något som fortfarande tillämpas i Sverige. Högern var orolig att val i enmansvalkretsar skulle gynna socialdemokraterna i alltför stor utsträckning, något som visat sig stämma väl i andra länder med enmansvalkretsar.
År 2011 hölls en folkomröstning i Storbritannien om avskaffande av majoritetsvalsystem till förmån för ett modifierat majoritetsvalsystem kallat "Alternative Voting". Som argument mot majoritetssystemet framhölls att detta gjorde att stora delar av folkets vilja aldrig speglades i parlamentet och att valsystem som enbart bygger på tanken om ett höger- och ett vänsterparti är odemokratiska och otidsenliga. Som argument för majoritetssystemet fanns bland annat valsystemets enkelhet och förmåga att ge starka regeringsunderlag, vilket generellt ses som något positivt. Ja-sidan förlorade stort och erhöll bara knappa 30% av rösterna medan nej-sidan erhöll dryga 60 %, varför valsystemet behölls.

## Majoritetsval i enmansvalkretsar med relativ majoritet
I Storbritannien och USA avgör relativ majoritet valen i enmansvalkretsarna vid val till parlament, unionens eller delstatens kongress eller vid vissa kommunalval. Den kandidat som får mest röster i en enskild valkrets får mandatet. Övriga partier blir då utan representation från valkretsen
Tyskland tillämpar ett blandat system med både har proportionella val och val i enmansvalkretsar, med ena hälften av ledamöterna utsedda i proportionella listval.

## Majoritetsval i två omgångar med krav på absolut majoritet. Exemplet Frankrike
I Frankrike finns det ett annat system för val av ledamöter av Nationalförsamlingen. För att bli vald ställs krav på absolut majoritet och minst 25 % av samtliga registrerade röster i första valomgången, men relativ majoritet i andra valomgången om ingen i första valomgången blir vald. De två kandidater som fick flest röster i första omgången går vidare till andra valomgången, men de kan få sällskap av ytterligare kandidater. Den andra valomgången är öppen för alla kandidater som fick minst 12,5 % av de registrerade rösterna i första valomgången.

## Presidentval
De flesta presidentval är majoritetsval i enmansvalkretsar där hela landet är en enmansvalkrets (utom i USA där valet formellt sker genom elektorer). Vid vissa av presidentvalen räcker relativ majoritet (till exempel på Island), men i många länder sker presidentvalen i två omgångar. Om ingen får absolut majoritet i första valomgången, går de två kandidater som fått flest röster vidare till en andra valomgång, där valet står endast mellan dem. Det brukar således i dessa länder vara två presidentval varje gång en president skall väljas. Exempel på länder med detta system är Frankrike och Finland.

## Majoritetsval i flermansvalkretsar
I USA väljs elektorerna i presidentvalet genom majoritetsval i flermansvalkretsar med delstaterna som valkrets. I 48 delstater väljs alla elektorerna, som väljs för att välja president, med relativ majoritet. Det vill säga: det parti får alla elektorerna i delstaten som fått flest röster (relativ majoritet). I delstaterna Nebraska och Maine fördelas elektorerna på följande sätt: den kandidat som fått flest röster i delstaten får 2 elektorer och resten av elektorerna delas ut till den som fått flest röster i de olika enmansvalkretsarna i val till USA:s representanthus. Varje enmansvalkrets har då en elektor var.
Den amerikanska konstitutionens grundtanke har alltid varit att delstaterna utser presidenten. Varje delstat får lika många röster i elektorskollegiet som de har senatorer och kongressledamöter; de senare står i proportion till delstatens befolkning. Delstaterna får själva välja valsystem; genom att vinnaren får alla elektorer blir delstaten viktigare i valkampanjen i situationer där det är oklart vem som vinner än om osäkerheten gällde ett elektorsantal i proportion till antalet osäkra väljare, och chansen blir större att presidentkandidaten engagerar sig i för delstaten viktiga frågor.